# Batalla de Highbury
La «Batalla de Highbury» fue el nombre dado al partido de fútbol amistoso entre las selecciones nacionales de Inglaterra e Italia que tuvo lugar el 14 de noviembre de 1934 en el Arsenal Stadium —también conocido como Highbury—, en Londres. Inglaterra ganó 3-2 en un partido muy disputado y especialmente violento.

## Contexto
Este fue el primer partido de Italia desde que se proclamase campeón de la Copa Mundial de la FIFA 1934 ese verano, aunque Inglaterra no participó ya que la Asociación Inglesa de Fútbol (FA) dejó la FIFA en 1928. Inglaterra todavía era considerado uno de los equipos más fuertes de Europa en ese momento, y el partido fue anunciado en Inglaterra poco menos que como la «final real» de la Copa del Mundo. El partido fue lo suficientemente importante para los italianos que, según los informes, Benito Mussolini ofreció a cada jugador un coche Alfa Romeo, el equivalente a £150 (unos £6 000 en términos modernos) y la exención del servicio militar si vencían a los ingleses.
El partido estableció un récord, ya que fue la primera y única vez que siete jugadores registrados en el mismo club (a saber, el Arsenal) comenzaron para Inglaterra. Casualmente, el partido se jugó en el estadio local del Arsenal, Highbury. Además de los siete jugadores del Arsenal (Frank Moss, George Male, Eddie Hapgood, Wilf Copping, Ray Bowden, Ted Drake y Cliff Bastin), un joven Stanley Matthews disputó su segundo partido internacional para el equipo inglés; Cliff Britton, Jack Barker y Eric Brook fueron los otros tres jugadores. El equipo de Inglaterra era en gran parte inexperto, y cada jugador contaba con menos de diez internacionalidades.

## Resumen del partido

### Primera parte
Después de solo dos minutos de encuentro, el medio centro italiano Luis Monti sufrió una fractura en el pie con Drake. Aunque Monti permaneció en el campo durante 15 minutos, finalmente tuvo que abandonar el juego dejando a su equipo con diez hombres, en ese momento, no se permitían sustituciones. Además, como Monti continuó jugando, otros jugadores italianos pueden no haber sido conscientes de la magnitud de su lesión, que es probable que haya contribuido a los goles de Inglaterra; Inglaterra anotó sus tres goles en los primeros 12 minutos (a los 2', 10' y 12'), mientras que los italianos continuaron jugando tácticas donde Monti fue el último defensor que enfrentó el ataque de Inglaterra. Eric Brook y Cliff Bastin causaron a los italianos una cantidad infinita de problemas por su juego de pases y disparos rápidos.
Brook había fallado un penal en el primer minuto luego de que Drake fuera sancionado por Carlo Ceresoli (quien pudo salvar el gol con un rápido salto a la derecha). Sin embargo, se resarció al anotar un doblete, con un cabezazo (tras un cruce preciso de Stanley Matthews) y un tiro libre, que Stanley Matthews describió como «un rayo». Drake agregó un tercero antes del descanso para hacer el 3-0 en el marcador. Sin embargo, después de darse cuenta de la gravedad de la lesión de Monti, los italianos ajustaron sus tácticas de juego para que Inglaterra no pudiera romper sus defensas.
El partido fue violento desde el principio, con los visitantes tomando represalias repetidamente contra el tackle de Drake en el segundo minuto: Eddie Hapgood se rompió la nariz (y tuvo que ser retirado durante 15 minutos), Bowden se dañó el tobillo, Drake recibió un puñetazo y Brook se fracturó el brazo.

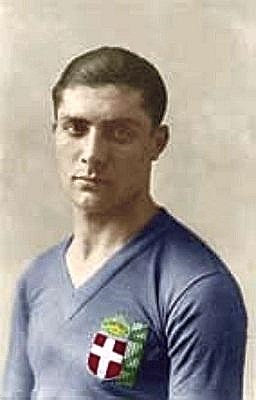
Giuseppe Meazza anotó por partida doble en el segundo tiempo para Italia.

### Segunda parte
Sin embargo, Italia no fue campeona del mundo por nada y después del descanso, y a pesar de la desventaja de diez hombres, robó el protagonismo a Inglaterra. Giuseppe Meazza anotó por dos veces, y solo se le negó un empate por la madera y una serie de intervenciones del atlético portero de Inglaterra, Frank Moss. Wilf Copping, el «hombre duro» de Inglaterra y antaño minero de profesión, se llevó el premio al hombre del partido con una fuerte lucha y enfrentamiento en el mediocampo.
El partido no resolvió nada; aunque los ingleses podían reclamar una victoria y una corona extraoficial, los italianos afirmaron que habían sido perjudicados durante prácticamente todo el partido con un jugador menos, y que Inglaterra había anotado solo en los pocos minutos en que su defensor más fuerte había sido lesionado y no podía correr. Por esta razón y a pesar de la derrota, en Italia los jugadores del equipo todavía se celebran como «Los Leones de Highbury». Una cosa que no podía ser impugnada era la naturaleza violenta del partido; la FA consideró retirarse de todos los partidos internacionales desde entonces, mientras que Matthews más tarde relataría que fue el partido más violento de su larga carrera.

## Detalles del partido
| 14 de noviembre de 1934 | Inglaterra                | 3:2 (3:0) | Italia          | Highbury Stadium, Londres                                        |                                                                  |
|                         | Brook 3', 10' · Drake 12' | Reporte   | Meazza 58', 62' | Asistencia: 56 044 espectadores Árbitro(s): Otto Olsson (Suecia) | Asistencia: 56 044 espectadores Árbitro(s): Otto Olsson (Suecia) |

|  |  |

|    |    |                   |  |
|    |    |                   |  |
| GK | 1  | Frank Moss        |  |
| RB | 2  | George Male       |  |
| LB | 3  | Eddie Hapgood (c) |  |
| RH | 4  | Cliff Britton     |  |
| CH | 5  | Jack Barker       |  |
| LH | 6  | Wilf Copping      |  |
| OR | 7  | Stanley Matthews  |  |
| IR | 8  | Ray Bowden        |  |
| CF | 9  | Ted Drake         |  |
| IL | 10 | Cliff Bastin      |  |
| OL | 11 | Eric Brook        |  |

|                |    |                      |  |
|                |    |                      |  |
| GK             | 1  | Carlo Ceresoli       |  |
| RB             | 2  | Eraldo Monzeglio     |  |
| LB             | 3  | Luigi Allemandi      |  |
| RH             | 4  | Attilio Ferraris (c) |  |
| CH             | 5  | Luis Monti           |  |
| LH             | 6  | Luigi Bertolini      |  |
| OR             | 7  | Enrique Guaita       |  |
| IR             | 8  | Pietro Serantoni     |  |
| CF             | 9  | Giuseppe Meazza      |  |
| IL             | 10 | Giovanni Ferrari     |  |
| OL             | 11 | Raimundo Orsi        |  |
| Entrenador:    |    |                      |  |
| Vittorio Pozzo |    |                      |  |